# 1614 w polityce
Wydarzenia polityczne w 1614 roku.

## Zmarli
- Maryna Mniszchówna, polska szlachcianka, caryca Rosji[1].